# Verniolle
Verniolle är en kommun i departementet Ariège i regionen Occitanien i södra Frankrike. Kommunen ligger  i kantonen Varilhes som ligger i arrondissementet Pamiers. År 2022 hade Verniolle 2 381 invånare.

## Befolkningsutveckling
Antalet invånare i kommunen Verniolle
Referens: INSEE